# Im Westen alles nach Plan
Im Westen alles nach Plan (Untertitel: …der letzte Film aus der ehemaligen Bundesrepublik: als wir noch nicht teilen sollten) ist ein deutscher Dokumentarfilm von Hans Peter Clahsen und Michael F. Huse aus dem Jahr 1990. Realisiert wurde das Kinoprojekt über die Armut in Westdeutschland im Jahr des Zerfalls der Deutschen Demokratischen Republik, zudem in der Zeit, als die Kosten der Deutschen Einheit noch kein Argument für den Sozialabbau in der westdeutschen Gesellschaft sein konnten. 

## Handlung
Im Westen alles nach Plan wirft einen Blick hinter die Fassaden der westdeutschen Wohlstandsgesellschaft im Jahr der Wiedervereinigung: Wohnheime für Asylbewerber, Kinderreiche mit Sozialhilfestatus, Obdachlosensiedlungen, Altersarmut, städtische Armut, Menschenwürde. Obgleich dieser Situation tut sich die Regierung in Bonn schwer, den Armutsbegriff zu definieren: „Es gibt keinen allgemein gültigen Begriff der Armut. Und wenn es keinen allgemein gültigen Begriff gibt, dann gibt es eben auch keine Möglichkeit, darüber absolute Zahlen zu nennen.“
Gegen vollmundige Äußerungen von Bundeskanzler Helmut Kohl, Bundesminister für Arbeit und Sozialordnung, Norbert Blüm und anderen stehen die Schicksale der Vergessenen im deutschen Konsumzirkus. Die Mutter von fünf Kindern findet im Sozialamt kein Verständnis. Wenn es bei ihr zu Hause klingelt, sind es keine Freunde, sondern der Gerichtsvollzieher. Der Greis aus Regensburg überrascht mit seinen pfiffigen Lebensweisheiten, doch bei seinen mittäglichen Besuchen in der höfischen Notstandsküche von Thurn und Taxis wird sein täglicher Kampf um Almosen deutlich. 
In saarländischen Notunterkünften warten Asylbewerber wie Deutsche auf Verbesserungen; darauf warten Menschen in Altersarmut auch in Köln. Wenn sie in einer schönen Wohnung leben, warten sie auf die Räumung. In Ostfriesland werden „Krabben gepuhlt“, in Heimarbeit für nicht einmal zwei Euro Stundenlohn.

## Hintergrund
Insbesondere in den 1980er Jahren wurde in der Bundesrepublik zunehmend auf die gesellschaftlichen und wirtschaftlichen Bedingungen ärmerer Staaten geschaut. Aus diesem Blickwinkel heraus postulierte man die soziale Marktwirtschaft Made in West Germany selbstbewusst und beispielhaft für andere Gesellschaftsmodelle.
Die Regisseure Hans Peter Clahsen und Michael F. Huse selbst hatten sich noch 1988 in ihrem Fernsehdokumentarfilm Augenblick Polen (NDR) daran beteiligt. Was also lag näher, als diesen für gesellschaftspolitische Fragen im Ausland geschärften Blick genauso konsequent auf die eigene westdeutsche Wirklichkeit zu richten, und einen Kinofilm über den „Schwindel vom Sozialstaat“ zu realisieren?
Am 9. November 1989 stellte Der Paritätische Wohlfahrtsverband auf der Bundespressekonferenz in Bonn seinen 1. Deutschen Armutsbericht der Öffentlichkeit vor. Auf der nächtlichen Rückfahrt nach Westberlin stieg in Magdeburg der erste Tramper aus der DDR nach Westberlin zu den Autoren ins Auto. Dem Rechercheteam wurde klar, dass es höchste Zeit war, ein Filmprojekt zu realisieren, dass die Bestandsaufnahme der im 40. Jahr der Bundesrepublik erreichten, sozialen Gerechtigkeit darstellt.

## Kritiken
Nach seiner Veröffentlichung 1990 löste der Film heftige Kontroversen auf dem Leipziger Festival für Dokumentar- und Animationsfilm und bei seinem Kinoeinsatz vor allem in den Neuen Bundesländern aus. Den Regisseuren Hans Peter Clahsen und Michael F. Huse wurde vorgeworfen, die Westdeutsche Realität überzogen negativ dargestellt zu haben.

„Der Film ist mit unnachgiebiger Härte in Szene gesetzt und gehorcht in seinem Ablauf der Struktur des straff gefassten Kommentars. Kurz, eine regelrechte Kriegsmaschine, die seine Macher gegen das ehemalige Westdeutschland richten, wo sie einen ganz neuen und beunruhigenden Aspekt aufdecken, indem sie diejenigen zu Worte kommen lassen, die in diesem reichen Land um ein Überleben in der Armut kämpfen. […] Schockierende Bilder, die der Film nicht aufgreift, um billige Effekte zu nähren. Im Westen alles nach Plan gehört zum besten politischen Kino, ein im Verschwinden begriffenes Genre, das hier zu seiner ganzen Kraft zurückfindet: unbequem, ja störend zu sein.“

## Auszeichnungen
- Filmbewertungsstelle Wiesbaden: „Prädikat: Besonders Wertvoll“
- 1991: Großer Preis der Jury, Filmfestival Belfort
- 1992: 1. Preis der Kommission der Europäischen Gemeinschaften